# João Batista de Oliveira
João Batista de Oliveira SVD (* 9. Juli 1963 in Rio Azul, Paraná) ist ein brasilianischer römisch-katholischer Ordensgeistlicher und ernannter Bischof von Corumbá.

## Leben
João Batista de Oliveira trat der Ordensgemeinschaft der Steyler Missionare bei und erhielt seine Ausbildung am ordenseigenen Seminar in Ponta Grossa. Sein Philosophiestudium setzte er an der Päpstlichen Katholischen Universität Paraná fort; Theologie studierte er am Instituto de Estudos Superiores de São Paulo. Weitere Abschlüsse in Geschichtswissenschaft und Soziologie erwarb er an der Päpstlichen Katholischen Universität Paraná, Kurse in Missionswissenschaft belegte er in Mexiko und Ausbilderkurse in den Niederlanden. Am 25. März 2000 legte er in Diadema die ewige Profess ab. Das Sakrament der Priesterweihe empfing er am 24. Februar 2001 in der Herz-Jesu-Kirche seiner Geburtsstadt.
Nach der Priesterweihe war er bis 2008 als Missionar in Ecuador tätig. In den beiden folgenden Jahren war er in der Ausbildung des Ordensnachwuchses und in der Berufungspastoral seiner Gemeinschaft tätig. Von 2011 bis 2016 war er Novizenmeister in Juquiá im Bundesstaat São Paulo und von 2017 bis 2022 Provinzial der mittelbrasilianischen Ordensprovinz der Steyler Missionare. Seither war er Pfarrer im Bistum Ji-Paraná.
Papst Franziskus ernannte ihn am 30. November 2024 zum Bischof von Corumbá.